# 에스티 자크하임
에스티 자크하임(히브리어: אסתי זקהיים, 영어: Esti Zakheim, 1965년 11월 16일 ~ )은 이스라엘의 배우이다. 제8회 오빌상 여우주연상 수상자이다.

## 출연 작품
- 마불 (2011)
- 봉주르 무슈 슐로미 (2003)
- 아풀라 탈출기 (1997)